# سيد سلطان
سيد سلطان (حوالي ق. 1550 – 1648 م) كان كاتبًا وشاعرًا مسلمًا بنغاليًا في العصور الوسطى. اشتهر بعمله الضخم " نابيبانغشا" (1584)، والذي كان أحد أوائل ترجمات كتاب "قصص الأنبياء" إلى اللغة البنغالية. أُدرجَت أعماله الأدبية في المناهج الدراسية على مستوى المدارس والثانوية والثانوية العليا في الأدب البنغالي في بنغلاديش. وهناك ادعاءات بأنه سيد سلطان هو نفس الشخص الطرفي [الإنجليزية] في سيلهيت الكبرى، على الرغم من أن هذا غير مرجح للغاية بسبب الفترات الزمنية.
عاش سلطان في قرية هابيجونج سلطانشي شهيب باري في هابيجونج وأيضًا في سلطانشي، هابيجونج لفترة من الوقت.

## الفهرس
- نابيبانغشا (عائلة النبي)، ملحمة كبيرة عن أكثر من عشرين نبيًّا من آدم إلى موسى وعيسى.
- رسول شاريتا
  - ليلة المعراج
  - وفاة الرسول
- جايكوم راجار لوراي (معركة الملك جايكوم)
- إبليس ناما (كتاب إبليس)
- جيان براديب (مصباح المعرفة)
- جيان تشوتيشا (تشوتيشا المعرفة؛ نسخة مختصرة من أعلاه)
- مارفاتي جان
- بادابالي

نُشر العمل الكامل للسلطان بما في ذلك رسول شاريتا في شكل كتاب من أكاديمية البنغالية [الإنجليزية] في عام 1978.